# Єнактаєво
Єнакта́єво (рос. Енактаево, башк. Янаҡтай) — присілок у складі Краснокамського району Башкортостану, Росія. Входить до складу Карієвської сільської ради.
Населення — 96 осіб (2010; 124 у 2002).
Національний склад:
- марійці — 96 %